# Font de la Teula (el Pinell de Brai)
La Font de la Teula és una obra del Pinell de Brai (Terra Alta) inclosa a l'Inventari del Patrimoni Arquitectònic de Catalunya.

## Descripció
La font es troba al carrer del Bonaire, sota mateix del carrer del Pilonet, just davant del Celler Cooperatiu i a la vora mateix dels safaretjos, en el camí que baixa fins al barranc del Pinell.
Font formada per un mur llis de carreus de 9,5 de llarg i 2,15 m d'alçada, rematat a la part superior per una cornisa motllurada de 15 cm i per uns abeuradors a la part baixa, al llarg de tot el mur. Segons una foto antiga, darrere el mur hi ha un dipòsit de pedra amb volta de canó que serveix per emmagatzemar l'aigua que després raja per un dels quatre brolladors de la font.
L'abeurador està format per tres cossos: el principal (7,15 m llarg x 40 cm ample x 40 cm fondària) és el lloc on va a parar l'aigua dels brolladors, amb un mur de pedra de 20 cm de gruix que el separa del carrer; d'aquest, l'aigua passa a un segon cos (100 cm llarg x 70 cm ample x 50 cm fondària), i finalment mitjançant un canal de desguàs fet amb pedra, l'aigua va a parar als safaretjos situats a continuació.
Destaca la pedra amb l'escut de Pinell de Brai esculpit -un pi emmarcat per un requadre de 6 cm- i la inscripció AÑO 1783 (que es llegeix amb dificultat).

## Història
Al barranc de Pinell hi ha una font amb abeuradors i safaretjos, anomenada "dels chorros", de molta antiguitat i d'original construcció amb teula àrab, que es va reconstruir en pedra l'any 1773.
L'aigua procedeix del barranc del Pinell, davant de l'hort d'Olesa, però antigament, el seu lloc d'origen era de la font de la Teula. Al barranc hi ha un marge que acumulava l'aigua en un dipòsit i després era conduïda a la font de Baix per una canalització dins una mina. Aquesta es va fer malbé i el dia 1 d'agost de 2014 la font va tornar a funcionar gràcies a una nova canalització entre la mina i la font.